# Walter Barbian
Walter Barbian (* 14. April 1919 in Saarbrücken; † 13. Dezember 2005 in Saarbrücken) saarländischer Pressefotograf, Mitglied des Deutschen Journalisten-Verbandes (DJV).

## Fotograf
Bereits vor dem Zweiten Weltkrieg, an dem er als Luftwaffensoldat teilnahm, interessierte sich Barbian für die Fotografie, die er als Autodidakt erlernte. Bald nach Kriegsende begann er seine über 50 Jahre dauernde Karriere als Fotojournalist für regionale und überregionale Tageszeitungen sowie für Illustrierten und Fernsehen.
Obwohl er ausführlich die Welt bereiste, beschränkte sich sein fotografisches Tätigkeitsfeld auf das Saarland, dessen wichtigster Bildberichterstatter er besonders während der Zeit der saarländischen Autonomie von 1945 bis 1957 war.
Seit mehreren Jahren wird sein fotografisches Lebenswerk im "Saarlandarchiv Walter Barbian" aufgearbeitet und zur Verfügung gestellt.
Sein Sohn ist der deutsche Kameramann Frank Barbian.

## Biographie
Geboren wurde Walter Barbian in dem unter Völkerbundsverwaltung stehenden Saarland als ältester zweier Söhne einer Kaufmannsfamilie. Früh interessierte er sich für Fotografie, baute seine erste Lochkamera selbst aus einer Schachtel, bevor er sich eine Laufbodenkamera mit Balgenauszug leisten konnte. Aber zunächst wollte er Pilot werden, ein Wunsch, den Arbeitsdienst, gleich nach Anschluss des Saarlandes an das Dritte Reich 1935, und Ausbruch des Zweiten Weltkrieges brüsk erfüllen sollten.
Als er nach Kriegsende in seine zerstörte Heimat zurückkehrte, begleitete er das nun selbstständig gewordene Saarland mit seinen Fotoreportagen. Die Nähe zum ersten saarländischen Ministerpräsidenten Johannes Hoffmann und seine grundlegende Abneigung gegenüber den propagandistischen Exzessen der "deutschen Heimatparteien" ließen ihn beim Referendum am 23. Oktober 1955 für das Saarstatut votieren.
Auch nach dem Anschluss des Saarlandes an die Bundesrepublik begleiteten seine Bilder die Saarländer tagtäglich vor allem in der Saarbrücker Zeitung.
Walter Barbian starb am 13. Dezember 2005 in Saarbrücken.

## Sport
Unter sportlichem Gesichtspunkt bekannt wurde er vor allem als Torhüter der saarländischen Handballnationalmannschaft Anfang der 1950er-Jahre. In zahlreichen Länderspielen quer durch Europa verteidigte er das Tor des kleinen Landes. Aktiv war er in dieser Zeit allerdings auch in der Leichtathletiksektion des SV Saar 05 und mehrfach in den Bestenlisten der Disziplinen Kugelstoßen, Hürdenlauf und Hammerwurf vertreten.